# Свиридов Олександр Іванович
Олександр Іванович Свиридов (27 липня 1900, Новобогоявленське — 15 грудня 1973, Київ) — український радянський анатом-лімфолог, хірург, педагог. Доктор медичних наук (1959), доцент. Дослідник лімфатичної системи людини, автор першого в світі анатомічного атласу лімфатичних капілярів та першого в Україні підручника з анатомії людини для студентів вищих медичних навчальних закладів, перевиданого декілька разів.
Учасник німецько-радянської війни, військовий лікар 3-го рангу, партизан. Після завершення війни, понад 25 років — науковий співробітник та педагог кафедри анатомії Київського медичного інституту. Автор понад 50 наукових робіт, учень професорів Андрія Савіних та Михайла Спірова.

## Життєпис
Народився 27 липня 1900 року у селі Новобогоявленське (теперішня Тамбовська область РФ).
Закінчив медичний факультет Томського державного університету. Учень академіка Андрія Савіних, разом з яким та іншими науковцями в середині 1930-х років заснував Новосибірський обласний онкологічний інститут, був його першим директором.
Наприкінці 1930-х років захистив дисертацію та здобув науковий ступінь кандидата медичних наук. Протягом двох десятиліть — доцент Томського медичного інституту, у якому викладав та займався науковою діяльністю.
З початком німецько-радянської війни призваний до лав Червоної армії як лікар-хірург. Потрапив у полон, з якого здійснив успішну втечу. Займався партизанською діяльністю. Нагороджений низкою військових орденів та медалей.
Після демобілізації у званні військового лікаря 3-го рангу за станом здоров'я залишив хірургічну справу. З 1946 року жив та працював у Києві, на кафедрі анатомії Київського медичного інституту під керівництвом професора Михайла Спірова. У 1959 році захистив дисертацію та здобув науковий ступінь доктора медичних наук.

Могила Олександра Свиридова, Берковецьке кладовище

Дружина — науковиця-антрополог, морфолог, доктор біологічних наук Єлизавета Данилова (1910—1998).
Помер на 74-му році життя 15 грудня 1973 року. Похований разом з дружиною на Берковецькому кладовищі (ділянка № 52, 50°29′36.71″ пн. ш. 30°23′46.17″ сх. д. / 50.4935306° пн. ш. 30.3961583° сх. д.).

## Наукова діяльність
Автор понад 50 наукових робіт. Серед учнів Олександра Свиридова, зокрема, професор Іван Бобрик.
Розвивав роботу з вивчення лімфатичної системи людини, почату професором Францом Стефанісом та продовжену вчителем Олександра Свиридова, професором Михайлом Спіровим. Створив перший в світі анатомічний атлас лімфатичних капілярів та перший в Україні підручник з анатомії людини для студентів вищих медичних навчальних закладів, перевиданий декілька разів, зокрема вже після смерті автора.
Професор Іван Бобрик згадував свого вчителя так:
|  | Блискучий викладач анатомії, пропагандист наукових і науково-популярних знань. Інтелігентний, широко освічений, з величезним практичним і життєвим досвідом, активний, енергійний, доброзичливий — таким його любили студенти. |

Олександр Свиридов першим дослідив структуру і ступінь розвитку лімфатичних капілярів у різних ділянках діафрагми, вікові особливості лімфатичних судин серозних оболонок, внутрішніх органів і діафрагми. Розробив теорію про первинне походження лімфатичної системи у хребетних.

## Науковий доробок (частковий)
- Лимфатические сосуды органов дыхания / Проф. М. С. Спиров, д-р мед. наук А. И. Свиридов, Б. С. Андриевский. — Киев: Госмедиздат УССР, 1961. — 162 с. : ил.
- Анатомический атлас лимфатических капилляров / А. И. Свиридов, д-р мед. наук. — Киев: Здоров'я, 1966. — 150 с. : ил.
- Анатомия человека: [Учебник для сан.-гигиен. фак. мед. ин-тов] / А. И. Свиридов. — Киев: Вища школа, 1976. — 367 с., 2 л. ил. : ил.
- Анатомія людини: Підручник / За ред. І. І. Бобрика. — К.: Вища шк., 2000. — 399 с: іл.